# Барайграм (подокруг)
Барайграм (бенг. বরাইগ্রাম, англ. Baraigram) — подокруг на северо-западе Бангладеш. Входит в состав округа Натор. Образован в 1869 году. Административный центр — город Барайграм. Площадь подокруга — 299,61 км². По данным переписи 1991 года численность населения подокруга составляла 230 480 человек. Плотность населения равнялась 769 чел. на 1 км². Уровень грамотности населения составлял 25,3 %. Религиозный состав: мусульмане — 90,78 %, индуисты — 5,83 %, прочие — 3,39 %.